# Lavender (EP av Yung Lean)
Lavender EP är den första EP:n av den svenska artisten Yung Lean. Albumet utgavs den 16 augusti 2013 av YEAR0001. 

## Låtlista
Alla låtar är skrivna och komponerade av Yung Lean. 
| Nr           | Titel              | Producent(er) | Längd |
| ------------ | ------------------ | ------------- | ----- |
| 1.           | Oreomilkshake      | Gud           | 4:15  |
| 2.           | Ginseng Strip 2002 | Gud           | 2:33  |
| 3.           | Greygoose          | Yung Sherman  | 3:16  |
| Total längd: | Total längd:       | Total längd:  | 10:05 |